# Karl Giesenhagen
Karl Friedrich Georg Giesenhagen (* 18. Juni 1860 in Teterow; † 7. April 1928 in München) war ein deutscher Botaniker und Hochschullehrer. Sein botanisches Autorenkürzel lautet „Giesenh.“.

## Leben und Werk
Karl Giesenhagen studierte Mathematik und Naturwissenschaften an den Universitäten Rostock, Berlin und Marburg. 1889 wurde er promoviert und habilitierte sich 1890 in Marburg im Fach Botanik.
1891 wurde er Kustos am Königlichen Kryptogamenherbar der Botanischen Staatssammlung in München. Gleichzeitig wurde er Assistent am Pflanzenphysiologischen Institut der Universität München, wo er 1901 zum außerordentlichen Professor ernannt wurde. Seit 1907 wirkte Karl Giesenhagen als Ordinarius an der Tierärztlichen Hochschule in München (heute Tierärztliche Fakultät der Ludwig-Maximilians-Universität München). Er gehörte auch dem Lehrkörper der Technischen Hochschule München an. Er baute das Botanische Institut der letztgenannten Institution auf.
Karl Giesenhagen schilderte die Erlebnisse seiner 1899 bis 1900 unternommenen Forschungsreise nach Java und Sumatra in seinem Werk Auf Java und Sumatra (1902).